# 超生游击队
超生游击队是中国大陆90年代的一个幽默小品，黄宏、段小洁编剧，首次由黄宏和宋丹丹在1990年中国中央电视台春节联欢晚会上用东北口音表演。
内容为一对农村夫妻在生了三个女儿后，为了躲避计划生育政策争取生一个儿子而背井离乡，互相埋怨的对话。
该小品在描述超生的危害上和政府站在同一角度，但也反映了中国大陆流动人口的生活之艰辛。《超生游击队》是黄宏最著名的小品之一。
后来，媒体把到外地或外国怀孕、分娩，从而避开居住地计划生育政策的人，也称为“超生游击队”。
宋丹丹在表演时是真的怀孕，数月后生下了儿子巴图。